# 東海バス

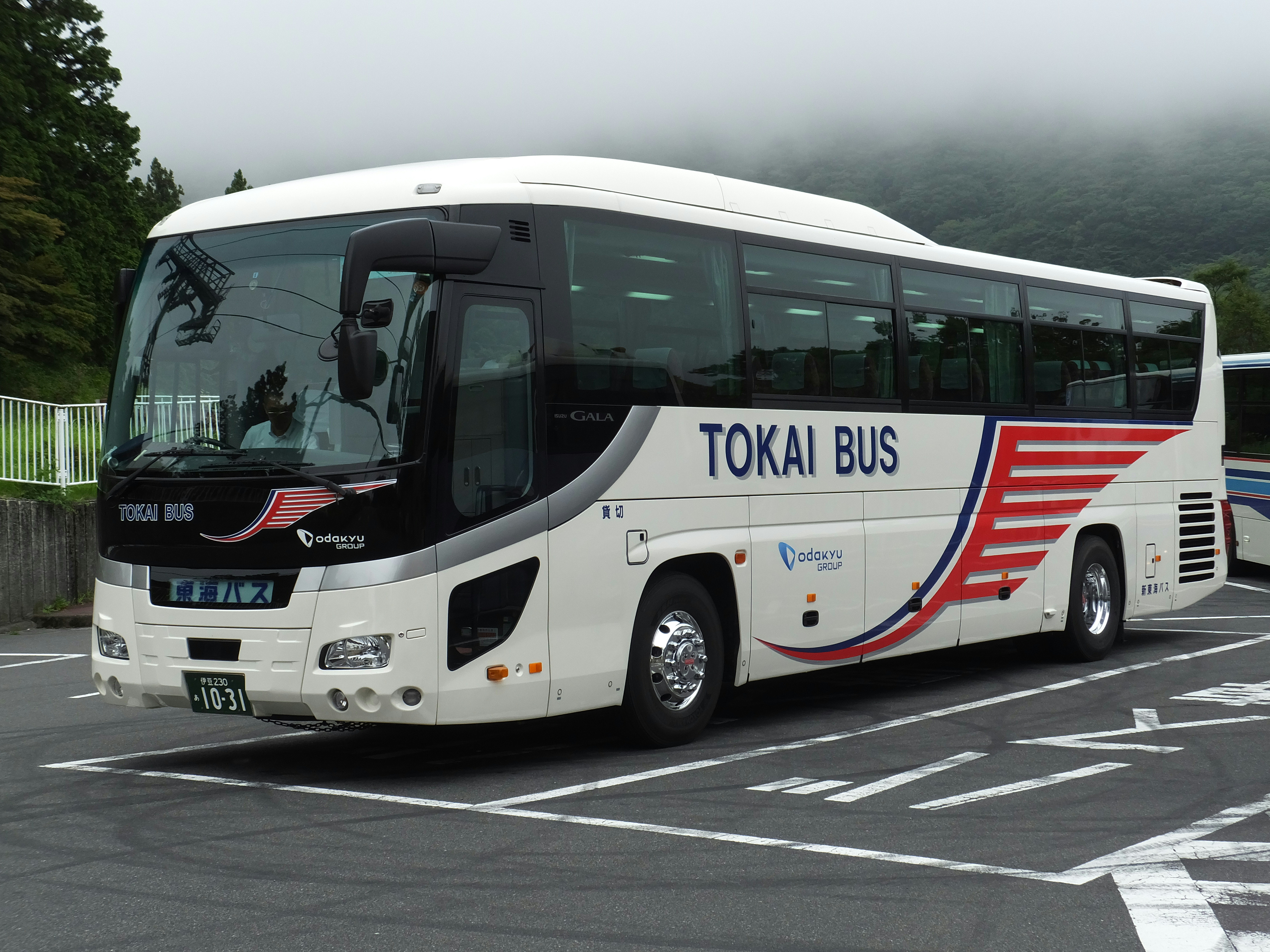
小田急電鉄グループ統一塗装の貸切車

株式会社東海バス（とうかいバス、TOKAI BUS,INC ）は、静岡県の伊豆地域を中心にバス事業を行う小田急グループ・東海自動車の子会社である。

## 概要
静岡県伊東市に本社を置く東海自動車のバス事業を担当する事業会社である。
従来東海自動車はバス事業を直営で行ってきたが、地域の特性に合わせた事業体制の構築を目的に、1999年4月1日よりエリアごとに乗合バス事業を分社化した。また、1997年1月17日より一部を先行して移管していた貸切バス事業についても、同日全面的に新東海バス（初代）に移管した。分社化後は数度の再編を経て5社6事業所体制でバス事業を行ってきた。
その後、事業エリア内のさらなる人口減少や少子高齢化が進み、厳しい経営環境下で永続的な事業運営を行うにはバス事業の効率化や安全管理体制および営業所間の連携体制の強化が必要となったことから、2020年4月1日に分社化したバス事業会社5社を合併により再統合し、株式会社東海バスの1社6営業所体制に改められた。

## 年表
- 2020年（令和2年）4月1日 - 株式会社伊豆東海バス、株式会社南伊豆東海バス、株式会社西伊豆東海バス、株式会社新東海バス、株式会社東海バスオレンジシャトルが合併し、株式会社東海バスが発足[3]。当初は西伊豆東海バスが存続会社となる予定だったが[7]、実際には伊豆東海バスが存続会社となった[1]。
- 2021年（令和3年）3月16日 - 東海バスでは初めて、熱海営業所が熱海自然郷線を除く管内の全路線において「PASMO」を導入し、全国相互利用サービスに対応した交通系ICカードが利用可能となった[8]。
- 2022年（令和4年）3月30日 - 交通系ICカードの利用対象を全営業所の一般路線に拡大[9]。
- 2023年（令和5年）8月17日 - 前回の改定から26年据え置いた運賃を改定することを発表した。(初乗り運賃 170円→200円)（但し、一部自治体自主運行バスは除く。）

## 営業所・案内所
以下の営業所と案内所がある。すべて静岡県に所在する。
- 熱海営業所

熱海市紅葉ガ丘町18-41
- 熱海駅前案内所

熱海市田原本町9-1
- 伊東営業所

伊東市荻1-1
- 伊東駅案内所

伊東市湯川3-12
- 下田営業所

下田市吉佐美1395
- 河津駅前案内所

賀茂郡河津町浜155-4
- 下田駅前案内所

下田市東本郷1-1-5
- 松崎営業所

賀茂郡松崎町江奈174-3
- 宇久須案内所

賀茂郡西伊豆町宇久須249-2
- 修善寺営業所

伊豆市年川70-1
- 土肥案内所

伊豆市土肥2657-6
- 修善寺駅前案内所

伊豆市柏久保634-1
- 湯ヶ島案内所

伊豆市湯ヶ島176-2
- 沼津営業所

沼津市大平1791
- 三島駅前案内所

三島市一番町16-1
- 沼津駅前案内所

沼津市大手町1-1-3 沼津商連ビル 1F

## 主要路線
下記以外については、東海自動車直営時代に廃止された路線は「東海自動車#路線」、それ以降については各営業所の記事を参照。

### 高速バス
三島エクスプレス
- バスタ新宿 - （新宿駅西口 - 池尻大橋） - 三島駅北口 - 三島駅南口 - 社会福祉会館 - 一本松 - 松本 - オムロン前 - 大平車庫
- バスタ新宿 - （新宿駅西口 - 池尻大橋） - 三島駅北口 - 三島駅南口 - 社会福祉会館 - 一本松 - 清水町地域交流センター - 清水中学校 - 中徳倉 - 大平車庫
  - 沼津営業所・修善寺営業所が担当[11]。

三島羽田シャトル
- 新木場駅 - 羽田空港（羽田エアポートガーデンバスターミナル） - 横浜駅（YCAT） - 三島駅北口 - 三島駅南口 - 三島大場（伊豆箱根バス三島営業所）
  - 沼津営業所が担当。伊豆箱根バス・WILLER EXPRESSと共同運行。当初は2020年（令和2年）4月21日運行開始予定だったが、羽田エアポートガーデンの開業が2023年（令和5年）1月31日に延期したため、2023年（令和5年）7月21日にずれ込んだ[12]。

### 特急バス
西伊豆特急・快速バス
- 三島駅 - 長岡温泉 - （修善寺駅） - 船原温泉 - 土肥温泉 - 土肥港 - （バイパス）宇久須 - 堂ヶ島 - 松崎 - 長八美術館[13]
  - 松崎営業所が担当[14]。

## 車両
東海自動車グループのバス車両の概説は「東海自動車#車両」、営業所ごとの詳細についてはそれぞれの記事を参照。

## 旧会社
株式会社伊豆東海バス（いずとうかいバス）は、熱海・伊東地区を中心にバス事業を行っていた小田急グループ・東海自動車の子会社である。本社を静岡県伊東市荻、登記上の本店を静岡県伊東市渚町においていた。なお、法人格としては株式会社東海バスとして存続している。
その他の旧会社については、対応する各営業所の記事を参照。